# José Agustín Goytisolo
José Agustín Goytisolo Gay (Barcelona, 13 de abril de 1928 - ibídem, 19 de marzo de 1999) fue un escritor español.
Hermano mayor de los también escritores Juan Goytisolo (1931-2017) y Luis Goytisolo (n. 1935), perteneció a la llamada Generación de los 50 junto a escritores como Ángel González, José Manuel Caballero Bonald, José Ángel Valente, Jaime Gil de Biedma, Alfonso Costafreda o Carlos Barral entre otros, que tienen en común el compromiso moral o político y una renovada atención al lenguaje y la lírica.

## Biografía
Nacido en Barcelona el 13 de abril de 1928, empezó la carrera de Derecho en la Universidad de Barcelona, y terminó sus estudios en la de Madrid. A su regreso a Barcelona, se casó con Asunción Carandell, trabajando en el Estudio de Arquitectura de Ricardo Bofill, y en varias editoriales. También creó la colección bilingüe Marca Hispánica, que editaba obras en castellano y catalán
Su familia había vivido el drama de la muerte de su madre Julia, víctima de un bombardeo aéreo de Barcelona en 1938. Más tarde, José Agustín puso a su hija el nombre de la madre perdida, y en «Palabras para Julia» (poema musicado y cantado por Paco Ibáñez, y versionado luego por Rosa León, Los Suaves y Falete), reunió la memoria de las dos mujeres,[cita requerida] temática que más tarde retomaría en Elegías a Julia (1993). En 1968 fue incluido en la Antología de la nueva poesía española.
Una cierta polémica rodeó su dramática muerte, al caer desde un balcón, considerado por muchos como un suicidio y como un accidente por los miembros de su familia. Fue un hombre atormentado, depresivo, fumador y bebedor y paciente de psiquiatría, como muestra en su poema «Llega el litio»:

Mucha tristeza nunca le humilló
pero temía el hondo pozo oscuro
que él envolvió en sus aguas cenagosas.

Mucho haloperidol; pinchazos de antabús
probó electroterapia veinte veces
y salió disparado hacia una vida
que ahora ya no recuerda: quince años
hasta que llegó el litio: quince años
perjudicando a todos los que amaba
pues gastó su dinero y el ajeno
en alcohol en viajes y en delirios.

Pero el litio llegó y está en su sangre
y ahora es su compañero de por vida
hasta la oscuridad o la luz total.

Joan Manuel Serrat musicalizó su poema «Historia Conocida» en el disco titulado 1978, y Paco Ibáñez divulgó algunos de sus poemas en su disco Paco Ibáñez canta a José Agustín Goytisolo (2004).

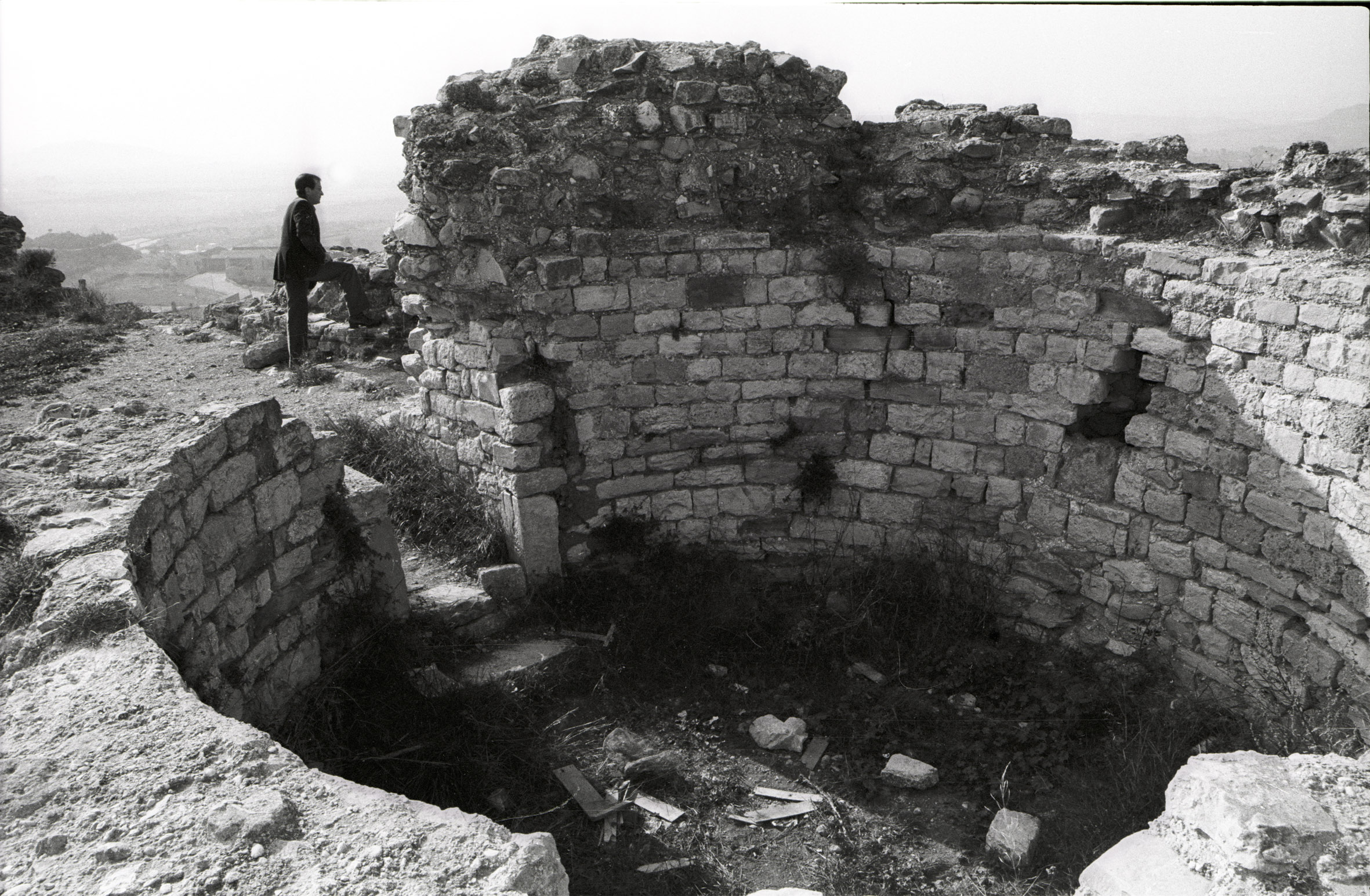
José Agustín Goytisolo en las ruinas del castillo de Barbará, en 1984. La intervención del poeta fue fundamental para la recuperación del monumento.

Según Manuel Vázquez Montalbán, la poesía de Goytisolo no fue sólo una propuesta ideológica limitada a dar una alternativa al capitalismo franquista, sino que aspiraba a la construcción de un nuevo humanismo:
Tu destino está en los demás
tu futuro es tu propia vida
tu dignidad es la de todos.

## Fondo personal
Desde el 27 de febrero de 2002, la Universidad Autónoma de Barcelona acoge los fondos documentales del poeta José Agustín Goytisolo en la Biblioteca de Humanidades. La colección incluye manuscritos, correspondencia, archivo fotográfico y textos impresos que han sido cedidos por la esposa del poeta, Asunción Carandell y por su hija, Julia Goytisolo Carandell.
El fondo está formado por parte de su documentación personal y profesional. Consta básicamente de documentos manuscritos y mecanografiados de obra propia, correspondencia, documentación profesional y familiar, etc. El fondo contiene 8983 documentos, de los cuales 4141 son cartas. Incluye también una selección de su biblioteca personal formada por 893 libros, muchos de ellos dedicados.
Gran parte de la documentación ha sido digitalizada y se puede consultar a texto completo en el depósito institucional de la UAB.

## Obras
- El retorno 1954
- Salmos al viento 1956
- Claridad 1959
- Años decisivos 1961
- Algo sucede 1968
- Bajo tolerancia 1973
- Taller de Arquitectura 1976
- Del tiempo y del olvido 1977
- Palabras para Julia 1979
- Los pasos del cazador 1980
- A veces gran amor 1981
- Sobre las circunstancias 1983
- Final de un adiós 1984
- La noche le es propicia 1992
- El ángel verde y otros poemas encontrados 1993
- Elegías a Julia 1993
- Como los trenes de la noche 1994
- Cuadernos de El Escorial 1995
- Las horas quemadas (1996)[7]
- El lobito bueno (1999, publicado en 2002)

## Antologías
- Poetas catalanes contemporáneos 1968
- Poesía cubana de la Revolución 1970
- Antología de José Lezama Lima
- Antología de Jorge Luis Borges
- Los poemas son mi orgullo, antología poética. Edición de Carme Riera (editorial Lumen, 2003)

## Traducciones
Realizó importantes traducciones del italiano y el catalán al español. Tradujo, entre otros, a Cesare Pavese, Pier Paolo Pasolini, Salvador Espriu y Pere Quart.

## Premios
- Accésit Premio Adonáis en 1954 por El retorno
- Premio Boscán en 1956
- Premio Ausias March en 1959
- Premio de la Crítica (1992) por su obra La noche le es propicia